# The Wretched (film)
Pour les articles homonymes, voir Wretched.
Pour plus de détails, voir Fiche technique et Distribution.
The Wretched est un film américain réalisé par Brett Pierce et  Drew T. Pierce  et sorti en 2020.

## Synopsis
Après la séparation de ses parents, Ben, adolescent rebelle, est envoyé chez son père pour l’été afin de gagner en maturité et en discipline. Mais ses problèmes deviennent de plus en plus inquiétants quand il fait une découverte effrayante sur la famille voisine. Un esprit malveillant s'est emparé des parents et s'attaque à présent aux enfants... 

## Fiche technique
Sauf indication contraire, les informations mentionnées dans cette section peuvent être confirmées par les bases de données cinématographiques IMDb et Allociné,  présentes dans la section « Liens externes ».
- Titre original : The Wretched
- Réalisation : Brett Pierce,  Drew T. Pierce
- Scénario :
- Costumes :
- Montage :
- Musique :
- Production :
- Sociétés de production :
- Société de distribution :
- Pays d'origine :  États-Unis
- Langue originale : Anglais
- Genre :  Horreur
- Durée : 95 minutes
- Dates de sortie : États-Unis : 1er mai 2020 (en vidéo)[3]

## Distribution
- John-Paul Howard : Ben
- Piper Curda : Mallory
- Azie Tesfai : Sara
- Zarah Mahler : Abbie